# Kecamatan Mandah
Kecamatan Mandah är ett distrikt i Indonesien.   Det ligger i provinsen Kepulauan Riau, i den västra delen av landet, 800 km nordväst om huvudstaden Jakarta.